# Władysław Parczewski
Władysław Parczewski (ur. 3 czerwca 1907 w Łomży, zm. 16 sierpnia 1981 w Warszawie) – polski klimatolog i meteorolog.

## Życiorys
W latach 1927 – 1935 studiował fizykę w Uniwersytecie Warszawskim. W latach 1936 – 1939 wykładał meteorologię lotnicza w Centrum Wyszkolenia Oficerów Lotnictwa w Dęblinie. W czasie okupacji uczył fizyki w zakresie szkoły średniej na kursach tajnego nauczania. W latach 1946–1949 pracował w służbie meteorologicznej PLL „Lot” i ściśle współpracował z Aeroklubem PRL. W 1956 został doktorem nauk technicznych. Wykładał meteorologie na Politechnice Łódzkiej, a następnie – Wrocławskiej. W latach 1953–1967 pracował w Szkoły Głównej Gospodarstwa Wiejskiego w Warszawie na stanowisku kierownika Katedry Meteorologii i Klimatologii. Pełnił także funkcję prodziekana Wydziału Melioracji Wodnych. W latach 1967–1977 był kierownikiem Katedry Meteorologii na Inżynierii Sanitarnej i Wodnej Politechniki Warszawskiej. Odznaczony Krzyżem Oficerskim Orderu Odrodzenia Polski. Autor wielu publikacji z dziedziny meteorologii i klimatologii, zapalony szybownik, autor polskiego rekordu przewyższenia (8162 m) i absolutnej wysokości lotu (9293 m), dokonanego w Jeżowie 1 grudnia 1950 roku (wraz z Andrzejem Brzuską) na szybowcu "Żuraw”. Pochowany został na warszawskich Powązkach (kwatera 235-4-3).

## Wybrane publikacje
- Tajniki przewidywania pogody (1949)
- Meteorologia Lotnicza (1950)
- My i pogoda (1951)